# Francis Huster
Pour les articles homonymes, voir Huster.
Francis Huster, né le 8 décembre 1947 à Neuilly-sur-Seine, est un acteur, metteur en scène, réalisateur et scénariste français.
Élève successivement au Cours Florent puis au Conservatoire national supérieur d'art dramatique, il est par la suite pensionnaire puis sociétaire de la Comédie-Française entre 1971 et 1981. Il fait ses premiers pas au cinéma dans La Faute de l'abbé Mouret de Georges Franju. C'est sa rencontre avec le réalisateur Claude Lelouch, qui en fera un de ses acteurs fétiches, qui le propulse sur le devant de la scène.
Entre les années 1980 et 1990 il enchaîne succès (Édith et Marcel, La Femme publique, Le Dîner de cons) et films de genres — souvent des échecs commerciaux — avec de prestigieux cinéastes. Parmi eux : Jacques Demy qui le dirige dans la comédie musicale Parking en 1985 et dans lequel il reprend le rôle d'Orphée, ou encore la réalisatrice Nina Companeez.
Francis Huster reçoit le Globe de Cristal du meilleur comédien en 2015, le Sept d'or du meilleur acteur dans un téléfilm en 2003, et est nommé trois fois aux Molières (1990, 1997, 2015). Il remporte un Molière d'honneur en 2024.

## Biographie

### Enfance et formation
Francis Huster est le fils cadet de Charles Huster, un juif ashkénaze directeur commercial de la marque d’automobile Lancia, et de son épouse Suzette Cwajbaum, elle aussi ashkénaze, issue d'une famille juive d’origine polonaise, qui tenait un atelier de couture. Il a un frère aîné, Jean-Pierre, écrivain, et une sœur cadette, Muriel Huster. Francis Huster tient de sa grand-mère maternelle, « mémé Rose », le goût pour le spectacle ; celle-ci emmenait ses petits-enfants en cachette le jeudi (alors le jour de repos des écoliers) voir les films dans les salles de cinéma.
Élève à l'école primaire rue de Louvois puis au lycée Carnot à Paris, il a pour camarades de classe Yves Le Moign' et Jacques Spiesser, de futurs compagnons de route, ainsi que Jacques Weber, dans une autre classe. Il s'inscrit à quinze ans au Conservatoire municipal du 18e arrondissement de Paris, puis au cours Florent et enfin au Conservatoire national supérieur d'art dramatique (promotion 1971), dont il obtient trois premiers prix (comédie moderne, comédie classique, théâtre étranger). Cela lui permet en 1971 d'être engagé à la Comédie-Française, dont il devient sociétaire en 1977 ; il en démissionne en 1981.

### Carrière
Parallèlement à ses rôles classiques à la Comédie-Française, Francis Huster tourne dans de nombreux films et crée la « Compagnie Francis Huster », avec laquelle il monte plusieurs spectacles pour un large public populaire, dont Le Cid de Pierre Corneille au Théâtre du Rond-Point à partir de 1987 et joué de 1993 à 1994 à travers toute la France, en Belgique et à Monaco. Cette compagnie est un vivier de jeunes talents, tels que Clotilde Courau, Valérie Crunchant, Cristiana Reali, Estelle Skornik, Valentine Varela, Olivier Martinez.
Francis Huster quitte la Comédie-Française en 1981 afin de se consacrer au grand écran. Il décroche alors un rôle dans Qu'est-ce qui fait courir David ? d'Élie Chouraqui. Sa rencontre déterminante avec Claude Lelouch ouvre la porte à une longue collaboration de sept films, dont Si c’était à refaire (1976) ou Le Courage d'aimer (2005).
En 2008, Huster réalise la reprise d'Umberto D., film de Vittorio De Sica. Ce film, intitulé Un homme et son chien, marque le retour de Jean-Paul Belmondo au cinéma et réunit une pléiade d'acteurs français, parmi lesquels Hafsia Herzi, Jean Dujardin, Robert Hossein, Pierre Mondy, Caroline Silhol, Barbara Schulz, Emmanuelle Riva, Micheline Presle, Nicole Calfan ou encore Daniel Prévost. Ce film est un échec.
En novembre 2015, il signe aux éditions Le Passeur l'ouvrage L'énigme Stefan Zweig préfacé par Éric-Emmanuel Schmitt.
En 2022, il participe comme candidat à la quatrième saison de Mask Singer sur TF1, sous les traits du pharaon. Il est démasqué lors du 4e épisode.
En 2025, il participe à la quatrième saison des Traîtres sur M6. Il se fait éliminé après 10 épisodes.
Francis Huster va devenir animateur en présentant prochainement l'émission Murder Party au Musée sur M6.

### Vie privée
Après avoir été le compagnon d'Isabelle Adjani, alors pensionnaire comme lui de la Comédie-Française, puis celui de Nina Companeez quinze années durant, Francis Huster a vécu de 1991 à 2008 avec l'actrice italo-brésilienne Cristiana Reali dont il a eu deux filles, Élisa (prénom choisi en hommage à Elizabeth Taylor), née en 1998 et Toscane Rose, née en 2003,.
En 2017, il raconte sur le plateau de l'émission On n'est pas couché avoir été violé à l'âge de 11 ans, il se confie sur cet évènement dans son livre Pourquoi je t'aime paru en 2020.

### Engagements
En 2015, il prend position en faveur de l’accueil de migrants au cours de la crise migratoire à laquelle la France et l'Europe font face.
En mars 2022, dans Les Chemins de la philosophie sur France Culture, il fait une tirade parodique sur la situation en Ukraine qui évoque notamment l'attitude de Joe Biden et du pape François,. En 2024 après avoir été diffusée par CNews, la tirade devient virale à la suite de nombreuses reprises parodiques sur X (Twitter) l'érigeant au rang de mème Internet.

## Filmographie

### Acteur

#### Cinéma

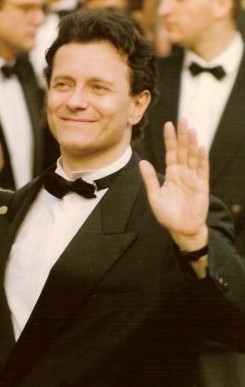
Francis Huster au festival de Cannes 1992.

- 1970 : Chambres de bonne court métrage de Jean-Pierre Moulin
- 1970 : En attendant l'auto... court métrage de Gisèle Braunberger
- 1970 : La Faute de l'abbé Mouret de Georges Franju : Serge Mouret
- 1972 : Faustine et le Bel Été de Nina Companeez : Joachim
- 1972 : L'Histoire très bonne et très joyeuse de Colinot trousse-chemise de Nina Companeez : Colinot
- 1975 : Lumière de Jeanne Moreau : Thomas
- 1976 : Je suis Pierre Rivière de Christine Lipinska : l'avocat de la défense
- 1976 : Si c'était à refaire de Claude Lelouch : Patrick
- 1977 : Comme sur des roulettes de Nina Companeez : Juan
- 1977 : Un autre homme, une autre chance de Claude Lelouch : Francis Leroy
- 1978 : En attendant Paul... court métrage de Georges Birtschansky : un ami
- 1978 : One, Two, Two : 122, rue de Provence de Christian Gion : Paul Lardenois
- 1978 : L'Adolescente de Jeanne Moreau : Alexandre
- 1979 : Les Égouts du paradis de José Giovanni : Albert Spaggiari
- 1980 : Les Uns et les Autres de Claude Lelouch : Francis
- 1981 : Qu'est-ce qui fait courir David ? d'Élie Chouraqui : David
- 1982 : Édith et Marcel de Claude Lelouch : Francis Roman
- 1983 : J'ai épousé une ombre de Robin Davis : Pierre
- 1983 : Équateur de Serge Gainsbourg : Timar
- 1983 : Le Faucon de Paul Boujenah : Frank Zodiak
- 1984 : Première Classe, court métrage de Mehdi El Glaoui
- 1984 : La Femme publique de Andrzej Żuławski : Lucas Kessling
- 1984 : L'Amour braque de Andrzej Żuławski : Léon
- 1985 : Parking de Jacques Demy : Orphée
- 1985 : Drôle de samedi de Tunç Okan : Pierre
- 1986 : On a volé Charlie Spencer de Francis Huster : l'employé
- 1989 : Il y a des jours... et des lunes de Claude Lelouch : le prêtre qui croit à l'amour
- 1992 : Tout ça… pour ça ! de Claude Lelouch : Francis Barrucq
- 1995 : Dieu, l'amant de ma mère et le fils du charcutier d'Aline Issermann : Jean-Marc
- 1998 : Le Dîner de cons de Francis Veber : Juste Leblanc
- 2000 : L'Envol de Steve Suissa : le professeur d'art dramatique
- 2000 : Elle pleure pas court métrage de Steve Suissa
- 2004 : Pourquoi (pas) le Brésil de Laetitia Masson : lui-même
- 2004 : Le Rôle de sa vie de François Favrat : un comédien à la soirée
- 2006 : Comme t'y es belle ! de Lisa Azuelos : David
- 2006 : Jean Marais, le mal rouge et or, documentaire d’Armand Isnard – Témoignage
- 2009 : Un homme et son chien de Francis Huster : Robert
- 2011 : Je m'appelle Bernadette de Jean Sagols : le procureur Vital Dutour
- 2017 : Chacun sa vie de Claude Lelouch : l'avocat général
- 2022 : Patrick Dewaere, mon héros, documentaire d'Alexandre Moix, lui-même.

#### Télévision

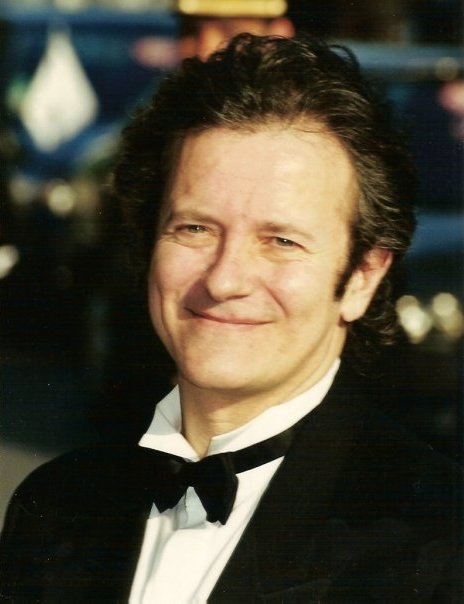
Francis Huster au festival de Cannes 2001.

- 1970 : Les Caprices de Marianne d'Alfred de Musset, réalisation Georges Vitaly
- 1972 : La Station Champbaudet d'Eugène Labiche, réalisation Georges Folgoas (Comédie-Française)
- 1973 : L'Avare de René Lucot, enregistrement à la Comédie-Française
- 1974 : Ondine de Jean Giraudoux, réalisation Raymond Rouleau, Comédie-Française
- 1977 : Tom et Julie de Nina Companeez
- 1978 : Au théâtre ce soir : Volpone de Jules Romain et Stefan Zweig d'après Ben Jonson, mise en scène Jean Meyer, réalisation Pierre Sabbagh
- 1978 : On ne badine pas avec l'amour de Roger Kahane
- 1979 : La Nuit et le moment de Nina Companeez
- 1979 : La Muse et la Madone de Nina Companeez
- 1979 : Les Dames de la côte de Nina Companeez : Marcel Delcourt
- 1981 : Les Amours de Jacques le fataliste de Jacques Ordines
- 1982 : Le Chef de famille de Nina Companeez
- 1982 : Les Caprices de Marianne de Pierre Badel
- 1989 : La Grande Cabriole de Nina Companeez
- 1989 : Mon dernier rêve sera pour vous de Robert Mazoyer
- 1995 : Les Filles du Lido de Jean Sagols
- 1995 : L'Impossible Monsieur Papa de Denys Granier-Deferre
- 1996 : Cœur de cible de Laurent Heynemann
- 1996 : Terre indigo de Jean Sagols TF1
- 1996-1998 : Commandant Nerval, série télévisée de 4 épisodes
- 2000 : Julien l'apprenti de Jacques Otmezguine
- 2000 : Toutes les femmes sont des déesses de Marion Sarraut
- 2000-2005 : Le Grand Patron : série de 15 épisodes
- 2001 : Mausolée pour une garce d'Arnaud Sélignac
- 2003 : Jean Moulin, une affaire française de Pierre Aknine
- 2004 : La Cliente de Pierre Boutron
- 2004 : Zodiaque de Claude-Michel Rome : Antoine Keller
- 2005 : Le Juge de Vincenzo Marano TF1
- 2006 : Le Maître du Zodiaque de Claude-Michel Rome : Antoine Keller
- 2006 : Le Vrai coupable de Francis Huster : le commissaire Kaplan
- 2013 : Nos chers voisins (1 épisode)
- 2020 : Demain nous appartient : Auguste Armand (épisodes 762 à 786)
- 2020 / 2023 : Ici tout commence : Auguste Armand (épisodes 1 à 36, 698 et 710 à 728)
- 2020 : De Gaulle, l'éclat et le secret de François Velle (mini-série) : André Malraux
- 2021 : Meurtres sur les îles du Frioul de Sylvie Ayme : Pierre Mariani
- 2024 : Scènes de ménages - prime time Plans sur la comète : professeur Robert Zbigniewski

### Réalisateur
- 1986 : On a volé Charlie Spencer
- 2006 : Le Vrai coupable (TV)
- 2009 : Un homme et son chien

### Scénariste
- 1986 : On a volé Charlie Spencer
- 2006 : Le Vrai coupable (TV)

## Théâtre

### Comédien
- 1972 : Les Amours de Jacques le Fataliste d'après Denis Diderot, mise en scène Francis Huster, Théâtre de l'Atelier
- 1971 : La Nuit des assassins d'après José Triana, mise en scène Roger Blin, Théâtre Récamier
- 1971 : Amorphe d'Ottenburg de Jean-Claude Grumberg, mise en scène Jean-Paul Roussillon, Comédie-Française au Théâtre national de l'Odéon
- 1971 : Les Sincères de Marivaux, mise en scène Jean-Laurent Cochet, Comédie-Française
- 1972 : Volpone de Jules Romains, mise en scène Gérard Vergez, Comédie-Française au Théâtre national de l'Odéon
- 1972 : Cyrano de Bergerac d'Edmond Rostand, mise en scène Jacques Charon, Comédie-Française
- 1972 : La Station Champbaudet d'Eugène Labiche et Marc-Michel, mise en scène Jean-Laurent Cochet, Comédie-Française
- 1972 : Le Bourgeois gentilhomme de Molière, mise en scène Jean-Louis Barrault, Comédie-Française
- 1973 : L'Avare de Molière, mise en scène Jean-Paul Roussillon, Comédie-Française
- 1973 : L'Impromptu de Versailles de Molière, mise en scène Pierre Dux, Comédie-Française
- 1973 : Les Caprices de Marianne d'Alfred de Musset, mise en scène Jean-Laurent Cochet, Comédie-Française
- 1973 : Henri IV de Luigi Pirandello, mise en scène Raymond Rouleau, Comédie-Française au Théâtre national de l'Odéon puis salle Richelieu
- 1974 : L'École des femmes de Molière, mise en scène Jean-Paul Roussillon, Comédie-Française
- 1974 : Ondine de Jean Giraudoux, mise en scène Raymond Rouleau, Comédie-Française
- 1974 : L'École des maris de Molière, mise en scène Jean Meyer, Comédie-Française au Théâtre Marigny
- 1974 : Les Marrons du feu d'Alfred de Musset, mise en scène Francis Huster, Comédie-Française
- 1974 : Hamlet, au Petit Sorano
- 1974 : La Nostalgie, Camarade de François Billetdoux, mise en scène Jean-Paul Roussillon, Comédie-Française au Théâtre national de l'Odéon
- 1975 : Le Misanthrope de Molière, mise en scène Jean-Luc Boutté et Catherine Hiegel, Comédie-Française en tournée
- 1975 : Cinna de Corneille, mise en scène Simon Eine, Comédie-Française au Petit Odéon
- 1975 : Hommage à François Mauriac, Comédie-Française
- 1976 : Don Juan ou l’amour de la géométrie de Max Frisch, mise en scène Jean-Pierre Miquel, Théâtre national de l'Odéon
- 1976 : La Nuit des rois de William Shakespeare, mise en scène Terry Hands, Comédie-Française au Théâtre national de l'Odéon et Théâtre Marigny, puis Théâtre national de Chaillot, 1978, puis salle Richelieu, 1980
- 1976 : Lorenzaccio d'Alfred de Musset, mise en scène Franco Zeffirelli, Comédie-Française
- 1977 : Le Cid de Corneille, mise en scène Terry Hands, Comédie-Française
- 1977 : Les Bacchantes d'Euripide, mise en scène Michael Cacoyannis, Comédie-Française au Théâtre national de l'Odéon
- 1978 : Britannicus de Racine, mise en scène Jean-Pierre Miquel, Comédie-Française
- 1978 : La Nuit et le moment de Crébillon fils, mise en scène Jean-Louis Thamin, Comédie-Française au Petit Odéon
- 1978 : On ne badine pas avec l'amour d'Alfred de Musset, mise en scène de Simon Eine, Comédie-Française
- 1979 : Dom Juan de Molière, mise en scène de Jean-Luc Boutté, Comédie-Française
- 1980 : La Mouette d'Anton Tchekhov, mise en scène d'Otomar Krejča, Comédie-Française
- 1981 : L'Os de cœur de Francis Huster, Théâtre de la Gaîté-Montparnasse
- 1984 : Hamlet de Jules Laforgue, mise en scène Francis Huster, Théâtre Antoine
- 1984 : Le Sablier de Nina Companeez, mise en scène de l'auteur, Théâtre Antoine
- 1985 : Le Cid de Corneille, mise en scène Francis Huster, Théâtre Renaud-Barrault
- 1986 : Jacques le Fataliste de Diderot, mise en scène Francis Huster, Théâtre Renaud-Barrault
- 1987 : Richard de Gloucester de William Shakespeare, mise en scène Francis Huster, Théâtre Renaud-Barrault
- 1987 : Dom Juan de Molière, mise en scène Francis Huster, Théâtre Renaud-Barrault
- 1989 : Richard Gloucester d'après William Shakespeare, mise en scène Francis Huster, Théâtre Renaud-Barrault
- 1989 : Lorenzaccio d'Alfred de Musset, mise en scène Francis Huster, Théâtre Renaud-Barrault
- 1989 : La Peste d'après Albert Camus, adaptation et mise en scène Francis Huster, Théâtre de la Porte-Saint-Martin
- 1990 : Lorenzaccio d'Alfred de Musset, mise en scène Francis Huster, Printemps des comédiens Montpellier
- 1991 : Putzi de Francis Huster, Théâtre Antoine
- 1992 : Le Misanthrope de Molière, mise en scène Francis Huster, Théâtre Marigny
- 1992 : Suite royale de Francis Huster d'après Crébillon fils, mise en scène Francis Huster, Théâtre Marigny
- 1992 : Jacques le Fataliste de Diderot
- 1993 : Le Cid de Corneille, mise en scène Francis Huster, Théâtre Marigny
- 1994 : Hamlet de William Shakespeare, mise en scène Terry Hands, Théâtre Marigny
- 1995 : La Peste d'après Albert Camus, mise en scène Francis Huster, Théâtre Marigny, Théâtre de Nice
- 1995 : Faisons un rêve de Sacha Guitry, mise en scène Francis Huster, Théâtre Marigny
- 1997 : Variations énigmatiques d'Éric-Emmanuel Schmitt, mise en scène Bernard Murat, Théâtre Marigny
- 1997 : Cyrano de Bergerac d'Edmond Rostand, mise en scène Jérôme Savary, Théâtre national de Chaillot
- 1999 : Duo pour un violon seul de Tom Kempinski, mise en scène Bernard Murat, Théâtre des Variétés
- 1999 : J'adore la vie d'Octave Mirbeau, mise en scène Francis Huster, Palais des Rois de Majorque Les Estivals de Perpignan
- 2000 : La Peste d'après Albert Camus, mise en scène Francis Huster, Théâtre de la Porte-Saint-Martin
- 2000 : J'adore la vie d'Octave Mirbeau, mise en scène Francis Huster, Théâtre de la Porte-Saint-Martin
- 2001 : Crime et Châtiment de Fiodor Dostoïevski, mise en scène Robert Hossein, Théâtre Marigny
- 2002 : Nuit d'ivresse de Josiane Balasko, mise en scène de l'auteur, Théâtre de la Renaissance
- 2005 : Mémoires d'un tricheur de Sacha Guitry, mise en scène Francis Huster, Théâtre des Mathurins, Théâtre Édouard-VII
- 2006 : Mémoires d'un tricheur de Sacha Guitry, mise en scène Francis Huster, Théâtre des Mathurins
- 2008 : Waterloo d'après Victor Hugo, mise en scène Francis Huster, Théâtre de la Gaîté-Montparnasse
- 2009 : César, Fanny, Marius d'après Marcel Pagnol, adaptation et mise en scène Francis Huster, Théâtre Antoine
- 2009 : Huster Masterclass de Francis Huster, Théâtre de la Gaîté-Montparnasse
- 2009 : Traversée de Paris d'après Marcel Aymé, adaptation et mise en scène Francis Huster, Théâtre des Bouffes-Parisiens
- 2010 : Sacha le magnifique ! de Francis Huster, mise en scène Francis Huster, Théâtre de la Gaîté-Montparnasse
- 2011 : La Peste d'après Albert Camus, adaptation et mise en scène Francis Huster, Théâtre des Mathurins
- 2011 : Dom Juan de Molière, mise en scène Francis Huster, Festivals d'été
- 2012 : Bronx de Chazz Palminteri, mise en scène Steve Suissa, Théâtre des Bouffes-Parisiens
- 2012 : Le Misanthrope de Molière, mise en scène Francis Huster, Festivals d'été
- 2012 : Le Journal d'Anne Frank, adaptation d'Éric-Emmanuel Schmitt, mise en scène Steve Suissa, Théâtre Rive Gauche
- 2013 : Bronx de Chazz Palminteri, mise en scène Steve Suissa, tournée
- 2013 : L'affrontement de Bill C. Davis, mise en scène Steve Suissa, Théâtre Rive Gauche
- 2013 : La guerre de Troie n'aura pas lieu de Jean Giraudoux, mise en scène Francis Huster, Festivals d'été
- 2013 - 2015 : Dans la peau d'Albert Camus de Francis Huster, tournée
- 2014 : La Trahison d'Einstein d'Éric-Emmanuel Schmitt, mise en scène Steve Suissa, Théâtre Rive Gauche
- 2014 : Love Letters de A. R. Gurney, mise en scène Benoît Lavigne, Théâtre Antoine
- 2014 - 2015 : Le Joueur d'échecs de Stefan Zweig, adaptation Éric-Emmanuel Schmitt, mise en scène Steve Suissa, Théâtre Rive Gauche puis tournée
- 2015 : Avanti ! de Samuel Taylor, mise en scène Steve Suissa, Théâtre des Bouffes-Parisiens
- 2016 : Amok de Stefan Zweig, mise en scène Steve Suissa, tournée
- 2016 : A droite à gauche de Laurent Ruquier, mise en scène Steve Suissa, théâtre des Variétés
- 2017 : Avanti ! de Samuel Taylor, mise en scène Steve Suissa, tournée
- 2018 - 2019 : Pourvu qu'il soit heureux de Laurent Ruquier, mise en scène Steve Suissa, théâtre Antoine puis tournée
- 2019 - 2020 : Bronx de Chazz Palminteri, mise en scène Steve Suissa, Théâtre de Poche Montparnasse puis Théâtre Libre
- 2020 : Molière, spectacle de Francis Huster, tournée
- 2020 : Transmission de Bill C. Davis, mise en scène Steve Suissa, théâtre Hébertot
- 2022 : Les Pigeons de Michel Leeb, mise en scène Jean-Louis Benoît, théâtre Edouard VII puis théâtre des Nouveautés en 2023 et en tournée : Serge.
- 2025 : Hamlet The End, spectacle écrit et mis en scène par Francis Huster, Festival de Carcassonne

### Metteur en scène
- 1972 : Les Amours de Jacques le Fataliste d'après Denis Diderot, Théâtre de l'Atelier
- 1974 : Les Marrons du feu d'Alfred de Musset, Comédie-Française
- 1984 : Hamlet de William Shakespeare, Théâtre Antoine
- 1985 : Le Cid de Corneille, Théâtre Renaud-Barrault
- 1987 : Dom Juan de Molière, Théâtre Renaud-Barrault
- 1989 : Richard Gloucester d'après William Shakespeare, Théâtre du Rond-Point
- 1989 : Lorenzaccio d'Alfred de Musset, Théâtre Renaud-Barrault
- 1989 : La Peste d'après Albert Camus, Théâtre de la Porte-Saint-Martin
- 1991 : Putzi de Francis Huster, Théâtre Antoine
- 1992 : Le Misanthrope de Molière, Théâtre Marigny
- 1992 : Suite royale de Francis Huster d'après Crébillon fils, Théâtre Marigny
- 1993 : Le Cid de Corneille, Théâtre Marigny, Estivales de Perpignan, Printemps des comédiens Montpellier, Festival international de Lyon, Théâtre de Bourg-en-Bresse
- 1994 : La guerre de Troie n'aura pas lieu de Jean Giraudoux, Les Estivales de Perpignan
- 1994 : Hamlet de William Shakespeare
- 1994 : La Peste d'Albert Camus
- 1995 : Faisons un rêve de Sacha Guitry, Théâtre Marigny
- 1999 : J'adore la vie d'Octave Mirbeau, Palais des Rois de Majorque Les Estivales de Perpignan
- 2005 : Mémoires d'un tricheur de Sacha Guitry, mise en scène Francis Huster, Théâtre des Mathurins, théâtre Édouard-VII
- 2008 : Waterloo d'après Victor Hugo, Théâtre de la Gaîté-Montparnasse
- 2009 : César, Fanny, Marius d'après Marcel Pagnol, Théâtre Antoine
- 2009 : Huster Masterclass de Francis Huster, Théâtre de la Gaîté-Montparnasse
- 2009 : Traversée de Paris d'après Marcel Aymé, Théâtre des Bouffes-Parisiens
- 2010 : Sacha le magnifique ! de Francis Huster, Théâtre de la Gaîté-Montparnasse
- 2011 : La Peste d'après Albert Camus, Théâtre des Mathurins
- 2011 : Dom Juan de Molière (Troupe de France)
- 2012 : Le Misanthrope de Molière (Troupe de France)
- 2013 : La guerre de Troie n'aura pas lieu de Jean Giraudoux (Troupe de France)
- 2014 : Lorenzaccio d'Alfred de Musset (Troupe de France)
- 2015 : Une folie de Sacha Guitry (Tournée)
- 2020 : Molière, spectacle de Francis Huster (Tournée Troupe de France)

## Doublage

### Cinéma

#### Films
- 1974 : Mahler de Ken Russell (Robert Powell) : Gustav Mahler
- 1975 : Je t'aime moi non plus de Serge Gainsbourg (Joe Dallesandro) : Krassky
- 1976 : 1900 de Bernardo Bertolucci (Robert De Niro) : Alfredo Berlinghieri
- 1977 : Sinbad et l'Œil du tigre de Sam Wanamaker (Patrick Wayne) : Sinbad

## Discographie
En 1985, Francis Huster sort un 45 tours comportant deux titres : Entre vous deux, et Simplement, tirés de la bande originale du film Parking, une comédie musicale de Jacques Demy, sortie la même année.

## Publications

### Auteur
- Mes levers de rideau, éditions Ramsay Archimbaud, 1er décembre 1995, 221 p. (ISBN 978-2-84114-140-1).
- Sacha le Magnifique !, éditions Séguier, 15 mars 2006, 112 p. (ISBN 978-2-84049-461-4).
- Lettre aux femmes et à l'amour, Paris, Le Cherche midi, 4 février 2010, 180 p. (ISBN 978-2-7491-1713-3).
- Family Killer, éd. Le Passeur, 2014.
- L'Énigme Stefan Zweig, éd. Le Passeur, 2015  (ISBN 978-2-36890-332-2).
- N'abandonnez jamais, ne renoncez à rien, Paris, Le Cherche midi, 14 septembre 2017, 240 p. (ISBN 978-2-7491-1624-2).
- Molière mon Dieu - Plaidoyer pour le Panthéon, Armand Colin, 2019,  (ISBN 978-2200627089)
- Pourquoi je t'aime, Paris, Le Cherche midi, 2020.
- Dictionnaire amoureux de Molière, Paris (Plon), 2021.
- Poquelin contre Molière : Un duel à mort, Armand Colin, 2021.

### Participation
- Richard Montaignac (préf. Francis Huster), Gassman de Montpellier, Séguier, coll. « Ciné », 2003, 277 p.  (ISBN 2-84049-362-4).
- Jean-Pierre Huster (préf. Francis Huster), Le Livre de notre mère : roman, Paris, Calmann-Lévy, 25 mars 2009, 214 p. (ISBN 978-2-7021-4004-8).

## Distinctions

### Récompenses

#### Théâtre
- Prix Gérard-Philipe 1980
- Prix du Brigadier 1990 pour l'adaptation, la mise en scène et l'interprétation de La Peste d'Albert Camus, théâtre de la Porte-Saint-Martin
- Globes de Cristal 2015 : meilleur comédien pour Le Joueur d'échecs
- Molières 2024 : Molière d'honneur

#### Télévision
- 7 d'or 2003 pour Jean Moulin, une affaire française

### Nominations
- Molières 1990 : Molière du comédien pour La Peste
- Molières 1997 : Molière du comédien pour Variations énigmatiques
- Molières 2015 : Molière seul(e) en scène pour Le Joueur d'échecs

### Autres
- En 2003, il est président du jury au Festival du cinéma russe à Honfleur.
- Il est président du jury lors des élections de Miss France 2005 et Miss France 2023.
- Le 7 juin 2010, le ministre de la culture de l'époque, Frédéric Mitterrand, nomme Francis Huster à la tête du centre dramatique national les Tréteaux de France. En février 2011, celui-ci renonce à cette nomination pour créer sa propre troupe, subventionnée par le ministère de la Culture.
- Il est le parrain du Festival du théâtre Jean-Marais à Golfe-Juan (Alpes-Maritimes)[19].

### Décorations
- Officier de la Légion d'honneur (2006)[20],[1].
- Commandeur de l'ordre des Arts et des Lettres (2010)[21].
- Commandeur de l'ordre national du Mérite (2010)[22].